# 靜小鱸
靜小鱸為輻鰭魚綱鱸形目鱸亞目河鱸科的其中一種，分布於美國密西西比河流域，體長可達7.8公分，棲息在沙石底質的溪流，屬肉食性，以水生昆蟲為食。